# Aeropuerto de Lüderitz
El Aeropuerto de Lüderitz se encuentra en la región de Karas en Namibia a poca distancia de la ciudad minera abandonada de Kolmanskop. El aeropuerto se sitúa a unos 10 km al sudeste del centro de Lüderitz, junto a la carretera B4.

## Características
El aeropuerto está situado a una altitud de 139 m sobre el nivel del mar (26°41'14"S ; 15°14'34"E). Tiene dos pistas; una de asfalto con orientación 04/22 y una longitud de 1830m por 30 m y otra de gravilla con orientación 12/30 y de 1200 m por 30 m. Su código OACI es FYLZ y IATA es LUD.
- Datos: Q1431966
- Multimedia: Lüderitz Airport / Q1431966